# Mirza (geslacht)
Mirza is een geslacht van nachtactieve lemuren uit de familie der dwergmaki's. De wetenschappelijke naam van het geslacht werd in 1870 gepubliceerd door John Edward Gray. Net als alle lemuren zijn deze endemisch op Madagaskar.

## Taxonomie
Er worden twee soorten tot dit geslacht gerekend:
- Mirza coquereli (A. Grandidier, 1867) – Coquereldwergmaki
- Mirza zaza Kappeler & Roos, 2005

Vroeger werd M. zaza als populatie van M. coquereli beschouwd. In 2005 werd na een studie naar het gedrag en de genetische en anatomische kenmerken van het dier gepubliceerd als een nieuwe soort.

## Verspreiding
De coquereldwergmaki komt vrijwel alleen voor in de succulente boslanden in het zuidwesten van Madagaskar. Mirza zaza is kleiner en komt voor in de droge loofbossen, met name in de noordwestelijke regio Sambirano.
In 2010 werd een dwergmaki van het geslacht Mirza gevonden in het doornachtig struikgewas, Madagaskars meest zuidelijke ecoregio. Nog nooit eerder werden dwergmaki's van dit geslacht hier aangetroffen en biologen vermoeden dat het mogelijk om een nieuwe soort gaat. Het dier is echter nog nooit gevangen en alleen na verder onderzoek kan deze nieuwe soort worden bevestigd.

## Gedrag
Net als alle dwergmaki's zijn soorten van het geslacht Mirza nachtactief en leven voornamelijk in bomen. Ze houden echter geen winterslaap en zijn het hele jaar door actief. Ze voeden zich met fruit, bloemen en geleedpotigen. In het droge seizoen voeden ze zich met keverlarven. Overdag slapen ze in zelfgebouwde nesten, mannetjes slapen alleen en wijfjes in kleine groepen.